# ای‌ای اسپورتس یواف‌سی ۲
«ای‌ای اسپورتس یواف‌سی ۲» (انگلیسی: EA Sports UFC 2) یک بازی ویدئویی در سبک هنرهای رزمی ترکیبی است که توسط ای‌ای اسپورتس و در سال ۲۰۱۶ و در پلت‌فرم پلی‌استیشن ۴ منتشر شده‌است. روندا رزی و کانر مک‌گرگور در کاور این بازی قرار گرفتند. بیش از ۲۵۰ مبارز با سبک مبارزات مختلف در این نسخه حضور داشتند و فنون مختلف حمله، دفاع، ضربه دست و پا و ناک اوت را می‌توان در این بازی اجرا کرد.
| گردآورنده | امتیاز                     |
| --------- | -------------------------- |
| متاکریتیک | (PS4) 79/100 (XOne) 76/100 |

| ناشر                    | امتیاز |
| ----------------------- | ------ |
| الکترونیک گیمینگ مانثلی | 7.0/10 |
| یوروگیمر                | 80%    |
| گیم اینفورمر            | 8.5/10 |
| گیم رولیشن              | [ ۶ ]  |
| گیمزمستر                | ۸۵٪    |
| گیم‌اسپات                | 7/10   |
| گیمز ریدار+             | [ ۸ ]  |
| گیمزتی‌ام                | 70%    |
| آی‌جی‌ان                  | 6.4/10 |
| اوپی‌ام (استرالیا)       | ۷۰٪    |
| اواکس‌ام (بریتانیا)      | ۷۰٪    |
| پلی                     | ۸۰٪    |
| پولیگان                 | 8/10   |
| Hardcore Gamer          | 3.5/5  |

| ناشر  | جایزه             |
| ----- | ----------------- |
| فوربز | بهترین بازی ورزشی |
| فوربز | بهترین محتوا      |